# Basso la Terra
Il quartiere Basso la Terra è uno dei quartieri della città di Avigliano, situata nella provincia di Potenza, in Basilicata.

## Storia
Nato dall'unificazione dei piccoli luoghi medievali Santa Caterina e San Giovanni, il luogo si popolò grazie alle persone provenienti dalle campagne limitrofe. Chiamato inizialmente in pedes terrae, le antiche porte San Biagio e San Giovanni che confinavano la frazione vennero poi demolite.

## Luoghi da visitare
Fra i vari luoghi da visitare:
- Palazzo Velluso, di epoca settecentesca

## Galleria d'immagini

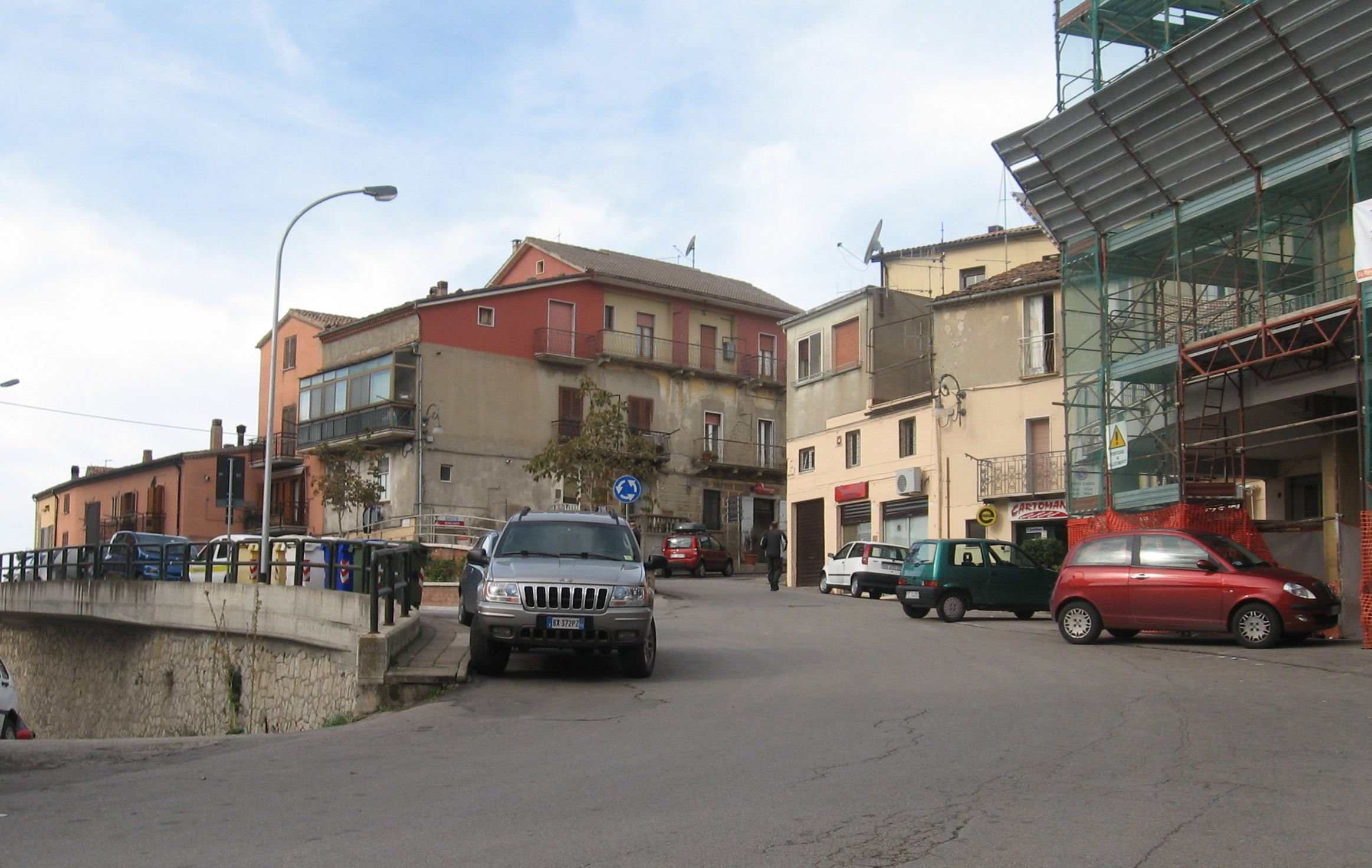